# Kokla
Kokla (en griego: Κόκλα, romanizado: Kókla) es un pueblo de la comunidad municipal y unidad municipal de Argos, municipio de Argos-Micenas, unidad periférica de Argólida, periferia del Peloponeso, Grecia.   
Está ubicado al pie del monte Megavouni en la llanura Argólica, al sur de Argos a una altitud de 100 metros.
El asentamiento fue reconocido por primera vez en el censo de 1907  y desde entonces ha estado bajo la administración de Argos.

## Población
Desde su reconocimiento hasta la actualidad, la población del asentamiento se ha mantenido estable con importantes fluctuaciones.